# Olga Georgijewna Rjaschskaja
Olga Georgijewna Rjaschskaja (russisch Ольга Георгиевна Ряжская; * 12. Mai 1941 in Moskau; † 10. Oktober 2021) war eine russische Physikerin.

## Leben
Nach dem Besuch der Mittelschule studierte Rjaschskaja an der physikalischen Fakultät der Lomonossow-Universität Moskau (MGU) mit Abschluss 1964 am Lehrstuhl für kosmische Strahlung. Darauf wurde sie wissenschaftliche Mitarbeiterin im Neutrino-Laboratorium des Lebedew-Instituts für Physik (FIAN) der Akademie der Wissenschaften der UdSSR (AN-SSSR, seit 1991 Russische Akademie der Wissenschaften, RAN). 1970 verteidigte sie ihre Kandidat-Dissertation über Wechselwirkungen kosmischer Myonen mit Materie.
Seit 1971 arbeitete Rjaschskaja im Institut für Kernforschung (IJaI) der AN-SSSR bzw. RAN. 1985 wurde sie Leiterin des Laboratoriums für elektronische Methoden der Neutrino-Detektion in der Abteilung für Leptonen hoher Energie und Neutrino-Astrophysik des IJaI. 1987 verteidigte sie ihre Doktor-Dissertation über die unterirdische Untersuchung der Untergrundstrahlung mit großvolumigen Szintillationsdetektoren. 1997 erhielt sie die Ernennung zur Professorin. 2000 wurde sie zum korrespondierenden Mitglied der RAN gewählt.
Rjaschskaja entwickelte und bestätigte experimentell eine Theorie zur Beschreibung der Wechselwirkung der kosmischen Strahlung mit der Materie im Untergrund, wobei Kaskadenprozesse die Hauptrolle spielen. Sie entwickelte eine Methode zur Untersuchung der Untergrundstrahlung mit großvolumigen  Szintillationsdetektoren, die unter ihrer Leitung gebaut wurden: der 130-m3-Detektor Kollaps für das Salzbergwerk Artjomowsk, der 108-3-Flüssigszintillatordetektor LSD für das Underground Neutrino Observatory unter dem Mont Blanc und der 1100-m3-Detektor LVD (Large Volume Detector, „großvolumiger Detektor“) für die Laboratori Nazionali del Gran Sasso. Der russisch-italienische LVD ist das weltweit größte Eisen-Szintillationskalorimeter, und sie leitete die Zusammenarbeit. Unter ihrer Führung wurde das Energiespektrum der kosmischen Myonen bis 16 TeV gemessen, wobei keine Anomalien gefunden wurden. Sie gründete einen Dienst zur Beobachtung der Gravitationskollapse, so dass seit 1978 die Kollapse in der Galaxis und den Magellan-Wolken registriert werden. Mit anderen entwickelte sie eine Methode zur Detektierung von Myonen und Tau-Neutrinos und suchte nach Oszillationen bei der Registrierung der Neutrino-Strahlung kollabierender Sterne. Sie zeigte, dass der Kollaps immer von einem Gammablitz und einem Wasserstoffausbruch begleitet wird.
Rjaschskaja war 1999–2006 Mitglied der internationalen Kommission C4 für kosmische Strahlung der Internationalen Union für Reine und Angewandte Physik sowie Autorin bzw. Mitautorin einer Vielzahl von Veröffentlichungen. Die Literatur- und Zitationsdatenbank Web of Science weist sie als Verfasserin von 196 Fachartikeln aus; ihr h-Index nach derselben Quelle beträgt 28 (Stand: November 2022).

## Ehrungen, Preise
- Ehrenzeichen der Sowjetunion (1978)
- Medaille „Veteran der Arbeit“ (1986)
- Markow-Preis des IJaI (2007 zusammen mit Jewgeni Nikolajewitsch Alexejew und Oscar Saavedra)